# Suppo I de Spoleto
Suppo I sau Suppone (n. secolul al VIII-lea d.Hr. – d. 25 martie 824 d.Hr.), aparținând familiei Supponizilor, a deținut domenii în Regatul Italiei la începutul secolului al IX-lea.
În 817 Suppo a devenit conte de Brescia, Parma, Piacenza, Modena și Bergamo. De asemenea, el a devenit missus dominicus alături de episcopul Ratald de Brescia, pentru Italia. 
În 818 s-a recurs la serviciile sale pentru a reprima răscoala lui Bernard de Italia împotriva împăratului Ludovic cel Pios. În 822, după abdicarea și moartea ducelui Winiges, Suppo a devenit duce de Spoleto prin grație imperială și a lăsat Brescia în mâinile fiului său, Mauring.
La moartea lui Suppo, consemnată de cronicarul Eginhard, Spoleto a trecut în posesia lui Adelard.
Suppo a avut probabil o soție longobardă, dat fiind că al doilea fiu al său avea un nume tipic longobard: Adelchis.